# Châtillon-sur-Cluses
Châtillon-sur-Cluses es una comuna francesa situada en el departamento de Alta Saboya, de la región de Auvernia-Ródano-Alpes.

## Demografía
| 587 | 521 | 766 | 858 | 1 014 | 1 061 | 1 168 | 1 245 | 1 190 |
| Para los censos de 1962 a 1999 la población legal corresponde a la población sin duplicidades (Fuente: INSEE [Consultar]) |     |     |     |       |       |       |       |       |